# Wawrzyny
Wawrzyny (niem. Laurienen) – kolonia w Polsce położona w województwie warmińsko-mazurskim, w powiecie bartoszyckim, w gminie Bartoszyce. W latach 1975–1998 miejscowość administracyjnie należała do województwa olsztyńskiego.

## Historia
W 1978 r. było tu 18 indywidualnych gospodarstw, uprawiających 154 ha ziemi oraz zakład remontowo-budowlanym. W 1983 r. był to przysiółek, na który składało się pięć domów w rozproszonej zabudowie z 36 mieszkańcami.